# M56鋼盔

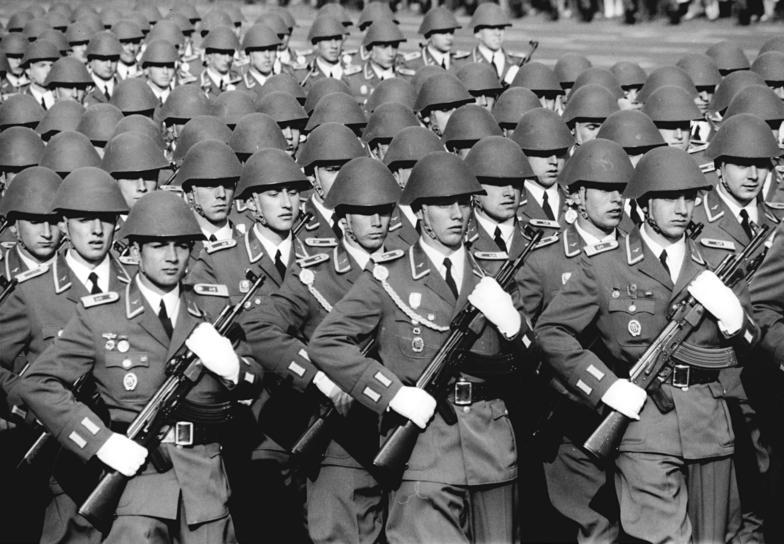
以頭戴M56鋼盔為主題的前東德國家人民軍

M56鋼盔，前身為納粹德國軍方發明的M45鋼盔，是前東德軍使用的鋼盔，其形狀如同一隻铁锅或東亞地區常見的箬笠。

## 研發歷史

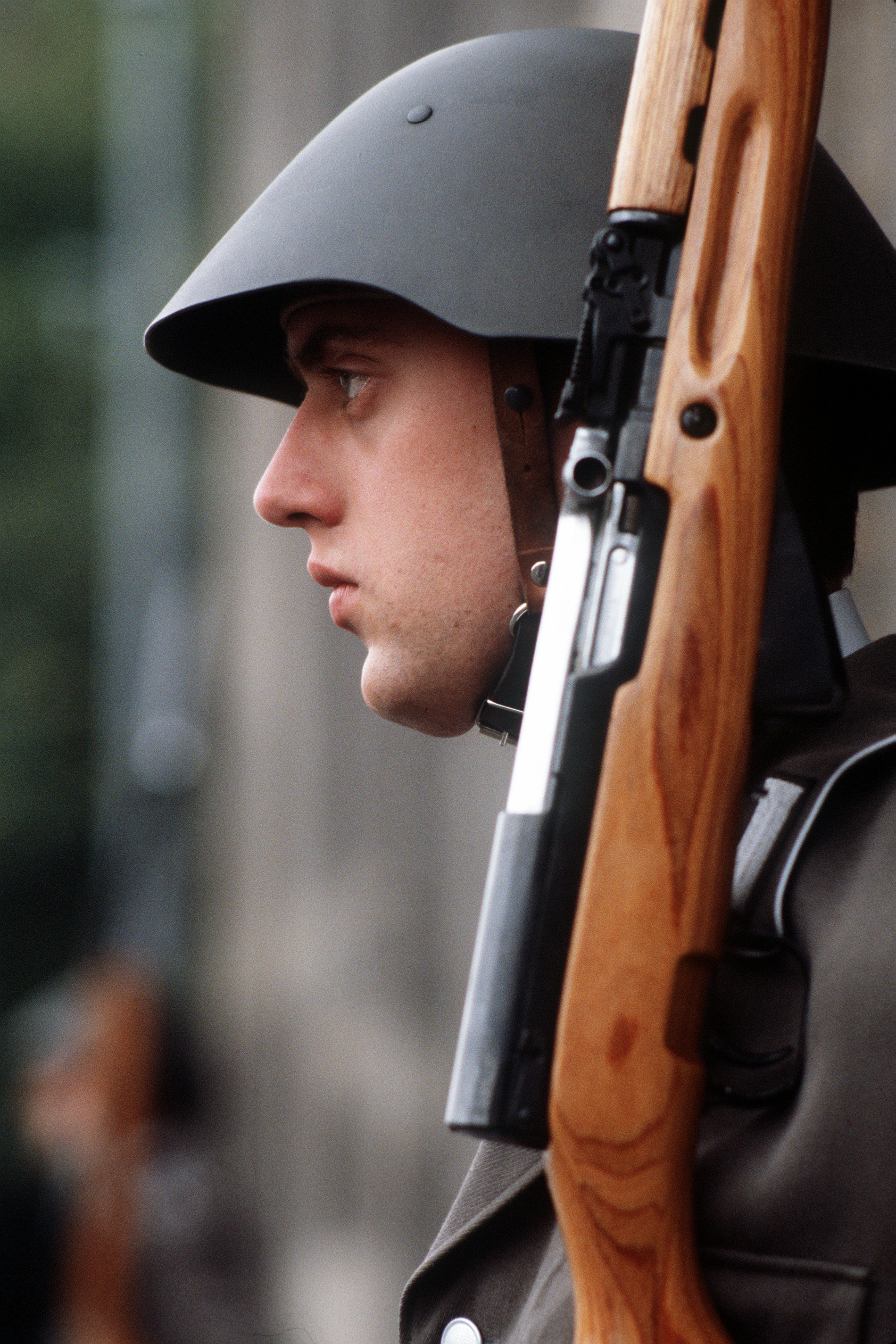
頭戴M56鋼盔的東德士兵

二戰時期德國軍方對M35/40/42鋼盔的研究表明其防彈能力仍不夠好，而在前線為此而有大批傷兵，故研製新式鋼盔事在必行，新式鋼盔借監了坦克傾斜裝甲的設計，令來襲的子彈會順著鋼盔弧度而被卸開，而這樣其形狀如同一隻铁锅或東亞地區常見的斗笠，這種被命名為M45鋼盔，由於它外表不美觀而被元首希特勒否決，在希特勒眼中祇有M35/40/42鋼盔才能代表德意志的威武形像，但相關研究卻仍背著希特勒繼續進行直至1945年德國戰敗。二戰後德國被分為東德和西德，1956年東德在蘇聯的扶持下組成東德軍（正式名稱:「國家人民軍」），並要求東德軍必須有社會主義東德特色，因此最終使用由納粹德國製造的M45鋼盔，因為M45是被希特勒拒絕的，能夠與納粹德國撒清關係，也能避免華約成員國的不滿，而且M45已經被研究成功，可以省研究的費用，性能還比當時北約和華約任何鋼盔優秀，最後M45鋼盔經過少量修改並改名為M56鋼盔，M56鋼盔也就成為了東德軍的標誌。
M56鋼盔除了東德自用外，還出口至其他第三世界國家，例如:越南，而隨著1990年兩德統一，M56鋼盔已隨東德軍一起成為歷史。

## 防彈能力
作為德意志第三帝國末代軍事科技，M56鋼盔與瑞士的M71頭盔一同被視為在PASGT頭盔出現前防彈能力最徍的鋼盔，例如：
在15米距離上使用9毫米帕拉貝倫手槍彈和托卡列夫手槍彈射擊M56鋼盔，結果祇會在M56表面造成凹陷，而無被擊穿或造成裂縫。

## 使用國家
- 东德(生產國)
- 安哥拉
- 越南
- 伊拉克
- 莫桑比克

## 外部連結
- M56鋼盔--台灣WIKI （页面存档备份，存于）
- 其实丑恶的东德M56盔盔是很受世界人民欢迎的